# Celsa (empresa)
CELSA Group es el primer productor europeo de acero circular bajo en emisiones que cuenta con la cadena de suministro circular más grande de Europa. Fundada en 1967 por los hermanos Francisco  Rubiralta y Josep María Rubiralta, tiene su sede en Castellbisbal (Barcelona). Celsa Group es el primer grupo privado siderúrgico español la cadena de suministro circular más grande de Europa. La multinacional está formada por seis grandes grupos empresariales con acerías, trenes de laminación, plantas transformadoras, empresas de distribución y recicladoras. Cuenta con unos de 10.000 empleados en todo el mundo y está presente industrialmente en Dinamarca, España, Finlandia, Francia, Noruega, Polonia, Suecia y Reino Unido.

## Historia
Los orígenes de la compañía se remontan a la década de los 60, cuando los hermanos Rubiralta compraron una pequeña laminadora en la localidad de Sant Andreu (Barcelona). De forma paralela, los dos hermanos crearon en 1966 la comercializadora CH Werfen, que creció de manera continua. En ese contexto familiar, Francesc Rubiralta llevaba las riendas de Celsa y José María organizaba la unidad de material hospitalario. 
En 1976 la compañía inauguró su primer horno eléctrico, hecho que abarataría los costes de producción y permitiría una mayor competitividad del grupo. A finales de la década de 1980 y durante la década siguiente, Celsa adquirió otras pequeñas compañías españolas: THC, Siderúrgica Besós, GSW o Nervacero. Además, integró varias trefilerías españolas: Tycsa PSC y Trefilerías Moreda en 1991; y Riviere en 1999.
En 2003, Celsa acelera su proceso de internacionalización y adquiere pequeñas acerías que bautiza como Celsa Steel UK (Reino Unido) y Celsa Huta Ostrowiec (Polonia). En 2006 adquiere Celsa Nordic y en 2007 Celsa France y Celsa Atlantic. En 2006, los propietarios decidieron separar ambos negocios.
En 2008 Celsa Group™ amplía su presencia en Reino Unido e Irlanda incorporando a BRC, ROM Group y Express Reinforcements. En 2014 Celsa adquiere Tammet Oy Mesh en Finlandia.
En 2010 Celsa impulsa dos nuevos puntos de reciclaje, en el País Vasco y en la Comunidad Valenciana. Así el Grupo Celsa se convierte en uno de los mayores recuperadores de chatarra férrica de España, con 13 puntos. Asimismo, el Grupo realiza el lanzamiento de Global Bright Bars, una nueva división dedicada exclusivamente a la producción de barras calibradas de alta calidad para la industria de la automoción.
En 2014, el Grupo crea Celsa Steel Services Spain, una compañía especializada en soluciones para el armado del hormigón, combinando diseño, manipulación de producto, servicios y soporte digital.
En 2022, la compañía logra un récord de facturación alcanzando los 6.109 millones de euros. En este ejercicio, Celsa Group™ se sitúa a un paso de cumplir sus objetivos de sostenibilidad marcados para 2050 puesto que el 97% del producto final que fabrica en sus plantas está ya elaborado con acero reciclado. 

### Sostenibilidad
El reciclaje del acero es una premisa esencial de todas las empresas del sector para luchar a favor de la economía circular, una tendencia cada vez más importante en la lucha contra el cambio climático. En el caso de CELSA Group, la compañía se ha marcado como objetivos reducir sus emisiones de CO2 en un 50% en y alcanzar el 98% de circularidad en el año 2030 y completar su circularidad y ser empresa Net Positive en el 2050.
El sistema de producción circular de la empresa permite, además, que los residuos asciendan a un 95,1% para los procesos productivos. En la actualidad, la compañía recupera unas 80.000 toneladas anuales de material no férrico y 432 toneladas de plásticos, asegurando la valorización de 1,37 millones de toneladas anuales de co-productos. 
El uso de hornos de arco eléctrico, que constituye uno de los puntos diferenciales de CELSA Group respecto de sus competidores, permite liberar 9 veces menos de CO2 a la atmósfera que los sistemas tradicionales de altos hornos. A través de esta tecnología, la compañía produce su acero evitando la extracción y el consumo de 11 millones de m3 de recursos naturales, el equivalente a más de diez veces el volumen del Empire State Building. Además, el acero de CELSA Group es 100% reciclable y duradero.

### Crisis del sector
La crisis económica de 2008 puso contra las cuerdas la industria del acero mundial, ante el empuje de los países emergentes. En mayo de 2016, los ministros de Alemania, Francia, Luxemburgo, Italia, Polonia, Bélgica y Reino Unido enviaron una carta a la Comisión Europea con la petición de que se implantaran medidas para paliar la competencia desleal generada por las importaciones de acero chino a precios de dumping. En Gran Bretaña, Tata Steel puso a la venta su negocio, que empleaba a 15.000 personas. En Italia, el grupo Ilva, de Taranto, también se puso a la venta. La brasileña Gerdau vendió la división en España dedicada a la producción de aceros especiales a Clerbil SL por 155 millones de euros.
Según informó el diario El Mundo, en noviembre de 2017, Celsa estuvo cerca del colapso financiero y lo evitó cerrando un acuerdo con la banca por el que refinanciaba su deuda, estimada en 2.673 millones. El acuerdo llegó tras ocho años de negociaciones.
En 2022, la compañía logró un récord de facturación alcanzando los 6.109 millones de euros, superando ampliamente el récord histórico ya conseguido en 2021, en el que Celsa Group facturó 5.283 millones de euros.

## Unidades de negocio
El Grupo Celsa está estructurado en 6 unidades de negocio:
- CELSA Barcelona
- Global Steel Wire
- CELSA Nordic
- CELSA Huta Ostrowiec
- CELSA  UK
- CELSA France